# 2024 en Jordanie
Cette page concerne des événements qui se sont produits durant l'année 2024 du calendrier grégorien en Jordanie.